# Királyegyháza
Királyegyháza es un pueblo ubicado en el distrito de Szentlőrinc, en el condado de Baranya, Hungría.

## Superficie
Posee una superficie de 22,89 kilómetros cuadrados.

## Demografía
Hasta 2019 la población era de 874 habitantes, con una densidad de población de 38,18 habitantes por kilómetro cuadrado.